# 伊藤聖将
伊藤 聖将（いとう きよまさ、5月13日 - ）は、日本の男性声優。宮城県仙台市出身。フリー。

## 来歴
宮城県富谷高等学校、東北学院大学卒業。
2022年12月31日、RME株式会社を退所を発表。

## 人物
趣味は野球（見るのもやるのも）、陸上観戦、レトロゲーム、クソゲー収集、中古ゲームウィンドウショッピング。特技は野球解説、モノマネ、太鼓の達人。方言は宮城弁。ドンキーコング2は自他とも認める腕前である。

## 出演
太字はメインキャラクター。

### テレビアニメ
- 理系が恋に落ちたので証明してみた。（2022年、不良D）

### Webアニメ
- ゼロメディカルどうする?ホームページ「歯科医編」（夢太）

### ゲーム
2014年
- 黒い砂漠（ダース・ルベレン、ダース・モリオ、プラヌオ、デルルニア）
- プロジェクト・ニンバス（チェンバレン、艦長、ウィスキー1）

2015年
- 99ドラゴンズ（ジュリオ・トローニ）

2016年
- アトム：時空の果て（青騎士）
- エレメンタル ファンタジー（パカル、拳王、沙の使者、虎行者）
- クロスセイバー（夏侯惇、呂布真身、呂布〈黒騎士〉）
- THE NEW GATE（シン）
- Shadow Tactics（BROGUN、SHOGUNSON）
- 武装百姫（ディオニシス）
- モバイル・レジェンド（セイバー、ゴセン）

2017年
- 君はヒーロー（ストライクビートル、プラズマビートル）
- アトム：時空の果て（ブルーナイト）

2018年
- 王に俺はなる（伊達政宗）
- 君はヒーロー〜対決!ご当地怪人編〜（ブライトサーバント、シェイドサーバント）
- レイルウェイ エンパイア

2019年
- キングダムカム・デリバランス（ハヌシュ卿）
- 神代夢華譚 BIBLE BULLET（多聞天、毘沙門天）
- WINDSHIFT（要陣兵衛）

2021年
- State of Survival: Zombie War（レイ）
- ジオ：魔法スクロール商人（インカ）
- イース6 オンライン〜ナピシュテムの匣〜（ラーゴ）

2022年
- ラストオリジン（AT72ラインリッター）
- 暁ノ天刃録（蒼輝）

2023年
- ガーディアンテイルズ（ハルバル）

### 吹き替え

#### 映画
- A-X-L/アクセル（スクロキンズ〈ニコ・グァルダード〉）
- アクト・オブ・バイオレンス（ローマン〈アシュトン・ホームズ〉）
- アラジン 悪しき王子と二人の悪人（英語版）（ミシェル）
- アンノウン・ソルジャー 英雄なき戦場（英語版）（ヴァンハラ〈ハンネス・スオミネン〉）
- アン・ハサウェイ 魔法の国のプリンセス
- ウィザード・バトル 氷の魔術師と炎の怪物（マックス〈フィリップ・ゴレンシュタイン〉）
- エリザベス 神なき遺伝子（スコット、病院男、警備）
- オペレーション・ローグ（英語版）〈トリロージ完全版〉（スミス）
- 黒人魚（イリヤ〈ニキータ・エレンヴェ〉）
- ゴースト・ストーリーズ 英国幽霊奇談（キャラハン）
- 極秘部隊シャドウ・ウルフ（エリック・ショー〈ゴディ・ウォーカー〉）
- ザ・コレクター〜監禁地帯〜（ルーク）
- 幸せなひとりぼっち（ミルサド）
- ディセンダント リミックス・ダンスパーティー（DJシズル）
- トゥー・ラビッツ（エヂガール〈フェルナンド・アウヴェス・ピント〉）
- バイバスト（マノック）
- パグ・アクチュアリー ダメな私のワンダフル・ライフ（タリク）
- バトル・プレイヤー1（スタス）
- 僕の中のあいつ（ジェイク）
- 魔界探偵ゴーゴリII 魔女の呪いと妖怪ヴィーの召喚（ペトロ）
- Mr.&Ms.スティーラー（エイトン）
- Uボート:235潜水艦強奪作戦（ファン・プラーグ）
- バーニー・トムソンの殺人日記（マクファーソン）
- 傭兵奪還（サファイア） ※テレビ東京版
- フェブラリィ -消えた少女の行方-（ゴードン）
- ニューヨーク ザ・ギャング・シティ ～明日なき2人～（ラヴェル）
- ネイビーシールズ　ウォー・ファイター（リトルマン）
- ブレイム・ゲーム（マーティン）
- ナイト・ウォッチャー（ジャック）
- ジュラシック・アイランド（ワン・フーピン）
- アサルト -狙撃兵-（ヴィクター）
- 僕を憐れむ子守唄-呪われたベッドNO.6-（イタリア語版）（フランチェスコ）
- Miss.エージェント（リー〈北村昭博〉）
- S.A.S. 英国特殊部隊 史上最悪の極秘空輸ミッション（プラチェキ）
- デーモンズ・ゲート 冥界への扉（英語版）（ジョーダン・ナイト）
- オペレーション：ウルフパック 特殊部隊・群狼作戦（ヤブズ）
- Mr.&Mrs.スパイG（レモア）
- スモール・アドベンチャー ／ パパママ救出大作戦（ロベルト）
- クリムゾン・レイド（ファスト〈ニキータ・コログリフィ〉）
- スペース・フォース 対エイリアン特殊部隊（アーロン）
- オーバー・スピード　時空を超えた目撃者（ゴリンコ）
- 水怪 ウォーター・モンスター（大壮〈ワン・ホンチェン〉）
- ハートビート ネクストステージ（アレックス）
- 少林寺 木人列伝（来財）
- ゲットバッカー FIRE BREAK（ウォルト）
- クライモリ（ルイス）
- 死霊探偵 ～俺たちゴーストハンターズ～（ロイド）
- エージェント・オブ・メモリーズ　記憶犯罪捜査官（スケッチ）
- カウンターアタック 反撃（サタン）
- スティール・レイン（ソンジン）
- バトル・オブ・バンガス（マキシム）
- マーズ・ミッション2042（リ･シャン）
- シールド・オブ・プラネット 異星人と予言の書（ザハール）
- 豚首村（ラファ）
- スリングショット（アーシェン）
- 女神の継承（パット）
- アース・レスキュー・デイ（モー・フェイ）
- アブソリュート/服従者
- シンデレラ３つの願い（英語版）
- DAY ZERO/デイ・ゼロ（ティモイ）
- ゾンビタイガー　狂虎襲来
- エコーズ・オブ・サンダー（フォー）
- ナイトメア 夢魔の棲む家

#### ドラマ
- グリーンハウス・アカデミー（パーカー〈BJ・ミッチェル（英語版）〉） ※Netflix版
- パージ（ジョー・オーウェンズ） ※Amazon版
- バナナ・アクチュアリー（テヒョン） ※Amazon版
- ベルサイユ シーズン2（コルヌロー） ※Netflix版
- マーロン（ジェラルド） ※Netflix版
- 愛はビューティフル、人生はワンダフル（朝鮮語版）（キム・ボトン）
- 輝く星のターミナル（朝鮮語版）（オ・デギ）

#### アニメ
- アンダー・ザ・シー 〜ぼくたち海底王国パトロール隊〜（ジェフ）
- ハペット 虹の島の冒険（グレートシャドウ）
- ビッグ・トリップ（カール）
- LEGO Elves: エルブンデールの秘密（ファラン）

#### ボイスオーバー
- キャロルの小さなアドバイス（英語版）（DJキャレド） ※Netflix版

### ナレーション
- ジャンプフェスタ ワンピース一番くじナレーション
- KONAMIスポーツクラブ
- Star Crusade（チュートリアル）

### ラジオ
- JENPARK「JABAガールチャンネル」（メインパーソナティー）
- Date fm(FM仙台)「AGOLA for wedding music」（メインパーソナティー）

### MC
- 子供向けイベントでのステージMC多数

### 舞台
- dear friend 〜引き継いだ言葉を想いと共に〜（大須賀理宮）
- 弾丸1発を戦地に!補給部隊極秘ミッション（ブライ）
- RUN時巡る千の祈り（森坊丸）